# Лешек Тіхи

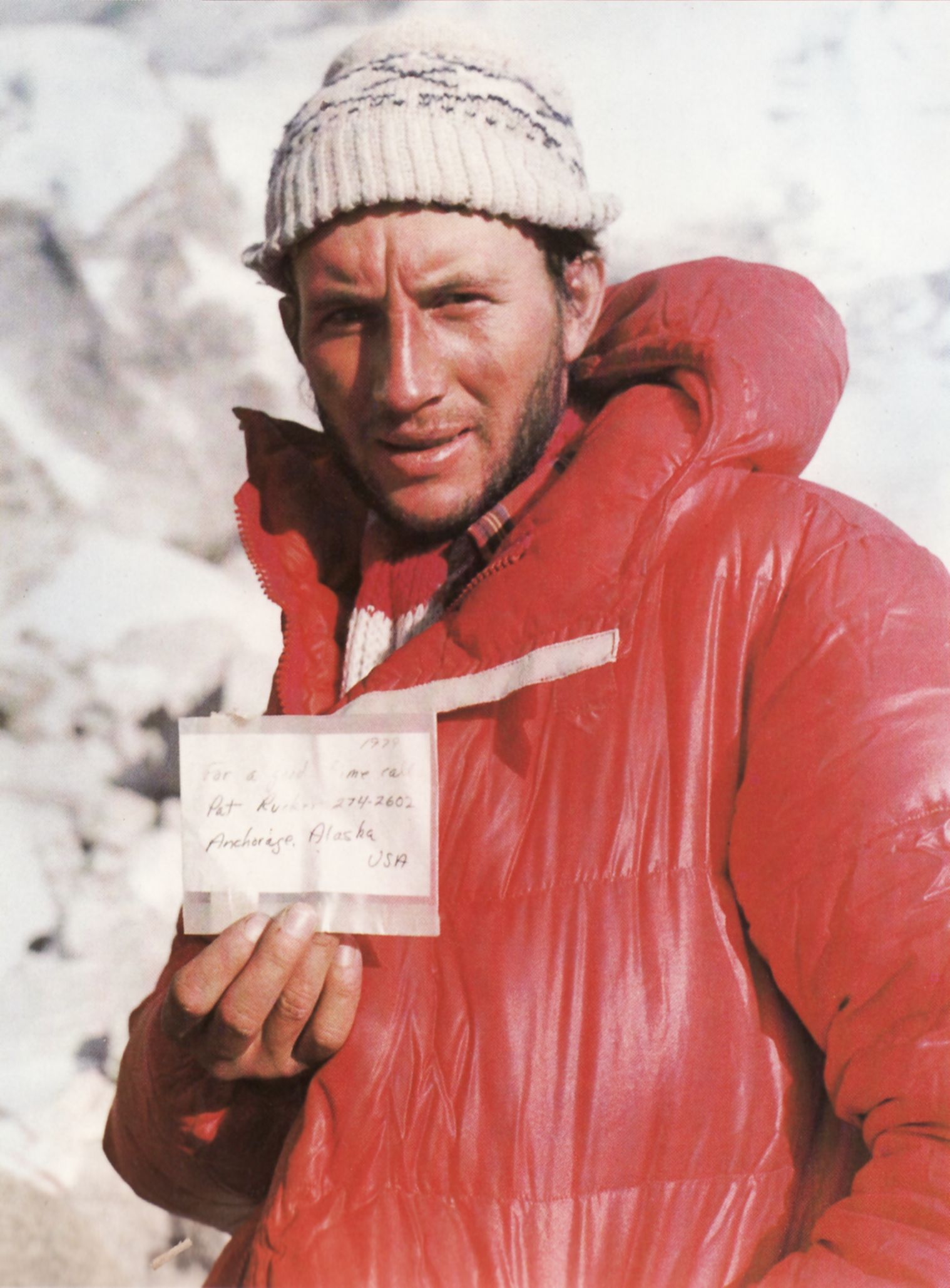
Лешек Ціхи взимку 1980 р. демонструє записку, яку в 1979 р. залишив Рей Генет на вершині Евересту

Лешек Роман Ціхи (пол. Leszek Roman Cichy; *14 листопада 1951, Прушкув, Польща) — польський альпініст, інструктор, від 1977 р. науковий працівник Варшавської Політехніки, по 1989 р. маклер i фінансист, зараз підприємець.
Гірські сходження починає з 1969 р., головним чином в зимовий час в Татрах (пр. на Пік Мали Кіжмарські) i в Альпах (пр. Філарем Френей на Монблан чи північної стіну Маттергорну).

## Гімалаї,Каракорум,Корона Землі
- 1974 — перше сходження на Шиспар (7611 м),
- 1975 — третє сходження на Гашербрум II (8035 м) (на той час польський рекорд висоти), разом з Янушем Онишкевичем i Кшиштофом Зджітовецьким новим шляхом по півн.-зах. стіні,
- 1976 — дійшов до висоти 8230 м на новому маршруті на К2 (8611 м), Тіхи атакував цю вершину також в 1982 р.,
- 1978 — участь в експедиції на Макалу (8470 м),
- 17 лютого 1980 — перше зимове сходження на Еверест (8848 м) разом з Кшиштофом Велицьким — світовий рекорд висоти в зимовому альпінізмі,
- 1984 — новий маршрут на Ялунг Канг (Канченджанга Західна, 8505 м),
- 1987 — Аконкагуа (6960 м), новий маршрут — півд. стіною (разом з Річардом Колаковським),
- 1989 — Мак-Кінлі (гора), перше сходження поляка серединою півд. стіни Filarem Cassina,
- 1998 — Масив Вінсон, друге сходження серед поляків,
- як перший серед поляків скомплектував Корону Землі: Гора Косцюшко, Пунчак-Джая, Ельбрус i Монблан.

Співавтор книжки пол. Rozmowy o Evereście (Розповіді про Еверест) i статей в альпіністській пресі. З 1970 р. брав участь в роботі низки спортивних організацій, в 1995—1999 рр. був президентом Польського Союзу Альпінізму (пол. Polski Związek Alpinizmu). В 2004 р. отримав від Президента Польщі Орден кавалера Відродження Польщі (пол. Order Odrodzenia Polski).

## Ресурси Інтернету
- Leszek Cichy the famous Polish climber. [Архівовано 30 вересня 2014 у Wayback Machine.] pl
- O Leszku Cichym na kolosy.pl (пол.)

1. 1 2  Чеська національна авторитетна база даних